# 亞納奧戈山
10°36′24″S 76°43′35″W / 10.60667°S 76.72639°W
亞納奧戈山（Yana Uqhu），是秘魯的山峰，位於該國中南部利馬大區，由奧永省的奧永區負責管轄，屬於安地斯山脈的一部分，海拔高度5,000米。